# Блэк Уингз Линц
«Блэк Вингз Линц» — австрийская хоккейная команда из города Линц. Основана в 1992 году. С сезона 2000/2001 выступает в Австрийской хоккейной лиге, в последние годы является одной из сильнейших команд лиги. В сезоне 2002/2003 команда впервые выиграла первенство. В сезонах 2006/2007, 2007/2008 и 2008/2009 играла в полуфинале плей-офф, в сезоне 2010/2011 в финале (уступила ХК «Ред Булл» Зальцбург), в сезоне 2011/2012 выиграла и регулярное первенство и серию плей-офф, одержав верх над «Клагенфуртом» со счётом 4-1. Домашние матчи играет на «Айсарене Линц».

## Титулы
- Австрийская хоккейная лига (2 титула): 2003, 2012.